# Садки (Сумский район)
Садки (укр. Садки) — село,
Юнаковский сельский совет,
Сумский район,
Сумская область,
Украина.
Код КОАТУУ — 5924789502. Население по переписи 2001 года составляло 7 человек.

## Географическое положение
Село Садки находится в 4-х км от села Юнаковка и в 5-и км от границы с Россией.
Село окружено большим лесным массивом.